# Categoría Primera A (2010)
I liga kolumbijska w piłce nożnej (2010)
Mistrzem Kolumbii turnieju Apertura został klub Atlético Junior, natomiast wicemistrzem Kolumbii - klub La Equidad Bogotá.
Mistrzem Kolumbii turnieju Finalización został klub Once Caldas, natomiast wicemistrzem Kolumbii - klub Tolima Ibagué.
Do Copa Libertadores w roku 2011 zakwalifikowały się następujące kluby:
- Atlético Junior (mistrz Apertura)
- Once Caldas (mistrz Finalización)
- Tolima Ibagué (najlepszy w Reclasificación 2010)

Do Copa Sudamericana w roku 2011 zakwalifikowały się następujące kluby:
- Deportivo Cali (Copa Colombia 2010)
- Independiente Santa Fe (3. miejsce w Reclasificación 2010)
- La Equidad Bogotá (4. miejsce w Reclasificación 2010)

Kluby, które spadły do II ligi:
- Deportivo Tuluá

Na miejsce spadkowiczów awansowały z drugiej ligi następujące kluby:
- Itagüí Ditaires - mistrz II ligi

## Torneo Apertura 2010

### Apertura 1
| Data             | Mecz |
| ---------------- | --- |
| 30 stycznia 2010 | Independiente Medellín - Independiente Santa Fe 0:0                                                                                |
| 30 stycznia 2010 | América Cali - Atlético Huila 2:2 Juan Ignacio Angulo 18, Wilson Morelos 30 - Ayron del Valle 14, Rafael Castillo 34w              |
| 30 stycznia 2010 | Millonarios FC - Atlético Nacional 2:1 Yovanny Arrechea 59k, 65 - Stalin Motta 50                                                  |
| 31 stycznia 2010 | Real Cartagena - Once Caldas 4:3 Óscar Castillo 20, Milton Fabián Rodríguez 28, 49, Edwards Jiménez 57 - Fernando Uribe 17, 44, 70 |
| 31 stycznia 2010 | Envigado - Cúcuta 1:0 Néider Morantes 81w                                                                                          |
| 31 stycznia 2010 | Deportivo Pereira - Atlético Junior 2:2 Julio Arcila 35, Alonso Villalba 77g - Víctor Cortés 29, Alfredo Padilla 71                |
| 31 stycznia 2010 | La Equidad Bogotá - Quindío Armenia 1:0 Renzo Sheput 67                                                                            |
| 31 stycznia 2010 | Tolima Ibagué - Deportivo Cali 3:1 Jorge Perlaza 19, 21g, 78 - Diego Andrés Álvarez 6                                              |
| 31 stycznia 2010 | Deportivo Tuluá - Boyacá Chicó Tunja 1:2 Pablo Andrés Jaramillo 3 - Edilio 68, 90                                                  |

### Apertura 2
| Data          | Mecz |
| ------------- | --- |
| 5 lutego 2010 | Once Caldas - Envigado 3:1 Diego Arias 32, Dany Santoyo 50, Fernando Uribe 52 - Néider Morantes 29k                            |
| 6 lutego 2010 | Deportivo Cali - Millonarios FC 4:1 Diego Andrés Álvarez 9, Michael Ortega 22, Wilmer Parra Cadena 70, 80 - Yovanny Arrechea 4 |
| 6 lutego 2010 | Cúcuta - Deportivo Pereira 0:2 Daniel Alberto Néculman 34, Wilson Einer Mena 90                                                |
| 7 lutego 2010 | Atlético Nacional - Independiente Medellín 1:2 Ezequiel Carlos Maggiolo 29 - Anselmo Almeida 2, César Valoyes 70               |
| 7 lutego 2010 | Quindío Armenia - Tolima Ibagué 0:3 Rodrigo Daniel Marangoni 63w, Christian Marrugo 73, Efraín Viáfara 88                      |
| 7 lutego 2010 | Atlético Junior - La Equidad Bogotá 2:0 Martín Arzuaga 61, 85k                                                                 |
| 7 lutego 2010 | Boyacá Chicó Tunja - Real Cartagena 0:2 Luis Fernando Iriarte 10, Milton Fabián Rodríguez 75w                                  |
| 7 lutego 2010 | Independiente Santa Fe - América Cali 2:0 Omar Sebastián Pérez 63k, Ricardo Villarraga 90                                      |
| 7 lutego 2010 | Atlético Huila - Deportivo Tuluá 1:1 Gonzalo Martínez 84k - Pablo Andrés Jaramillo 47                                          |

### Apertura 3
| Data           | Mecz |
| -------------- | --- |
| 12 lutego 2010 | Millonarios FC - Quindío Armenia 0:0                                                                           |
| 13 lutego 2010 | Envigado - Boyacá Chicó Tunja 1:0 Néider Morantes 17w                                                          |
| 13 lutego 2010 | Tolima Ibagué - Atlético Junior 2:2 Jorge Perlaza 31g, Diego Chará 67 - Martín Arzuaga 78, Carlos Bacca 89     |
| 13 lutego 2010 | Atlético Nacional - Deportivo Cali 2:0 Stalin Motta 68, Giovanni Moreno 90                                     |
| 14 lutego 2010 | América Cali - Independiente Medellín 1:0 Jaime Córdoba 83                                                     |
| 14 lutego 2010 | Real Cartagena - Atlético Huila 2:1 Milton Fabián Rodríguez 45g, Luis Fernando Iriarte 77 - Ayron del Valle 31 |
| 14 lutego 2010 | Deportivo Pereira - Once Caldas 1:1 Wilson Einer Mena 15 - José Andrés Ramírez 61s                             |
| 14 lutego 2010 | La Equidad Bogotá - Cúcuta 0:0                                                                                 |
| 14 lutego 2010 | Deportivo Tuluá - Independiente Santa Fe 2:0 John Jairo Castillo 58g, Pablo Andrés Jaramillo 70                |

### Apertura 4
| Data           | Mecz |
| -------------- | --- |
| 17 lutego 2010 | Quindío Armenia - Atlético Nacional 0:2 José Amaya 31, Giovanni Moreno 57                                                                        |
| 17 lutego 2010 | Atlético Junior - Millonarios FC 2:0 José Mera 82s, Giovanni Hernández 87                                                                        |
| 17 lutego 2010 | Cúcuta - Tolima Ibagué 1:0 Roberto Polo 75 |
| 17 lutego 2010 | Once Caldas - La Equidad Bogotá 2:3 Sebastián Hernández 20, Jaime Alberto Castrillón 55g - Renzo Sheput 30k, Dawlin Leudo 62g, Óscar Martínez 90 |
| 17 lutego 2010 | Boyacá Chicó Tunja - Deportivo Pereira 1:1 Charles Monsalvo 29 - León Darío Muñoz 26k                                                            |
| 17 lutego 2010 | Atlético Huila - Envigado 2:2 Iván Velásquez 40, Gonzalo Martínez 68k - Fernando Oliveira de Avila 37, 88                                        |
| 17 lutego 2010 | Independiente Santa Fe - Real Cartagena 2:2 Julio Brian Gutiérrez 36, Luis Alfredo Yánez 90 - Luis Fernando Iriarte 13, Óscar Castillo 73        |
| 17 lutego 2010 | América Cali - Deportivo Tuluá 0:1 John Jairo Castillo 73                                                                                        |
| 18 lutego 2010 | Independiente Medellín - Deportivo Cali 2:1 Juan Valencia 84, Juan Esteban Ortíz 90w - Armando Carrillo 60                                       |

### Apertura 5
| Data           | Mecz |
| -------------- | --- |
| 20 lutego 2010 | Atlético Nacional - Atlético Junior 1:0 Giovanni Moreno 35                                                   |
| 20 lutego 2010 | Deportivo Pereira - Atlético Huila 1:3 Wilson Einer Mena 35 - Carlos Carbonero 13, 39, Javier Araújo 20      |
| 20 lutego 2010 | Millonarios FC - Cúcuta 2:0 John Jairo Ulloque 33, Hernán Eduardo Boyero 75                                  |
| 21 lutego 2010 | Deportivo Tuluá - Independiente Medellín 1:2 Deivi Rodríguez 59 - Mario Edison Giménez 8, Nelson Barahona 81 |
| 21 lutego 2010 | Deportivo Cali - Quindío Armenia 2:0 John Charria 36k, Wilmer Parra Cadena 55                                |
| 21 lutego 2010 | Envigado - Independiente Santa Fe 1:1 Fernando Oliveira de Avila 22 - Sergio Otalvaro 32                     |
| 21 lutego 2010 | La Equidad Bogotá - Boyacá Chicó Tunja 2:1 Sherman Cárdenas 54, Dawlin Leudo 60 - Diego Chica 53             |
| 21 lutego 2010 | Real Cartagena - América Cali 1:0 Néstor Salazar 44k                                                         |
| 24 marca 2010  | Tolima Ibagué - Once Caldas 1:1 Wílder Medina 41g - Fernando Uribe 6                                         |

### Apertura 6
| Data           | Mecz |
| -------------- | --- |
| 27 lutego 2010 | Deportivo Tuluá - Real Cartagena 1:2 Víctor Manuel Bonilla 69 - Milton Fabián Rodríguez 9, Edwards Jiménez 82                |
| 27 lutego 2010 | Cúcuta - Atlético Nacional 1:1 César Augusto Arias 3 - Giovanni Moreno 45                                                    |
| 27 lutego 2010 | Independiente Medellín - Quindío Armenia 1:0 Mario Edison Giménez 24                                                         |
| 28 lutego 2010 | América Cali - Envigado 2:2 Juan Ignacio Angulo 36, Duván Zapata 81 - Carlos Álvarez 14, Freddy Hurtado 29                   |
| 28 lutego 2010 | Atlético Huila - La Equidad Bogotá 4:1 Javier Araújo 50, Carlos Carbonero 52, 64, Iván Velásquez 87 - Carlos Rentería 82     |
| 28 lutego 2010 | Atlético Junior - Deportivo Cali 3:0 Víctor Cortés 21g, Jorge Casanova 59, Giovanni Hernández 65w                            |
| 28 lutego 2010 | Boyacá Chicó Tunja - Tolima Ibagué 1:1 Wiston Girón 53 - Rodrigo Daniel Marangoni 16                                         |
| 28 lutego 2010 | Independiente Santa Fe - Deportivo Pereira 0:2 Jhon Jairo Lozano 80, Julián Barahona 89k                                     |
| 28 lutego 2010 | Once Caldas - Millonarios FC 3:1 José Iván Vélez 66, Dany Santoyo 76, Dayro Mauricio Moreno 81 - Mauricio Ferney Casierra 43 |

### Apertura 7
| Data          | Mecz |
| ------------- | --- |
| 3 marca 2010  | Atlético Nacional - Once Caldas 1:2 Giovanni Moreno 60 - Dayron Alejandro Pérez 44, Dayro Mauricio Moreno 80k   |
| 3 marca 2010  | Quindío Armenia - Atlético Junior 1:2 Carlos Villagra 65k - Víctor Cortés 14, Jossymar Gómez 70                 |
| 3 marca 2010  | Tolima Ibagué - Atlético Huila 1:0 Mike Campaz 65                                                               |
| 3 marca 2010  | Deportivo Cali - Cúcuta 1:1 Luis Muriel 71 - Roberto Polo 35                                                    |
| 3 marca 2010  | Deportivo Pereira - América Cali 1:0 Jhony Alejandro Acosta 64                                                  |
| 3 marca 2010  | Envigado - Deportivo Tuluá 2:0 Dorlan Pabón 45, Carlos Álvarez 46                                               |
| 3 marca 2010  | La Equidad Bogotá - Independiente Santa Fe 1:2 Óscar Martínez 16 - Cristian Nazarith 3, Luis Alfredo Yánez 89   |
| 3 marca 2010  | Real Cartagena - Independiente Medellín 1:1 Milton Fabián Rodríguez 29 - Juan Valencia 39w                      |
| 24 marca 2010 | Millonarios FC - Boyacá Chicó Tunja 2:3 Yovanny Arrechea 44, 50k - Edilio 25, Diego Chica 42, Antonhy Tapia 80k |

### Apertura 8
| Data         | Mecz |
| ------------ | --- |
| 6 marca 2010 | Independiente Medellín - Atlético Junior 1:1 Luis Carlos Arias 90k - Carlos Bacca 74                                                                           |
| 6 marca 2010 | Independiente Santa Fe - Tolima Ibagué 3:2 Luis Alfredo Yánez 4, Omar Sebastián Pérez 43k, Norbey Salazar 60g - Darío Alberto Bustos 40k, Christian Marrugo 53 |
| 6 marca 2010 | Once Caldas - Deportivo Cali 0:3 Luis Muriel 21, 37, 64 |
| 7 marca 2010 | América Cali - La Equidad Bogotá 3:1 Sergio Galván Rey 8, Juan Ignacio Angulo 45k, Edwin Aguilar 57 - Herly Alcázar 75                                         |
| 7 marca 2010 | Atlético Huila - Millonarios FC 1:1 Carlos Carbonero 52g - Yovanny Arrechea 33                                                                                 |
| 7 marca 2010 | Boyacá Chicó Tunja - Atlético Nacional 3:2 Mario Alejandro García 39g, Antonhy Tapia 66, Wiston Girón 87 - Jairo Patiño 33w, 74                                |
| 7 marca 2010 | Deportivo Tuluá - Deportivo Pereira 1:1 Víctor Manuel Bonilla 31k - Layneker Evelio Zafra 90s                                                                  |
| 7 marca 2010 | Cúcuta - Quindío Armenia 1:0 Carlos Báez 29 |
| 7 marca 2010 | Real Cartagena - Envigado 1:1 Rafael Enrique Pérez 75 - Néider Morantes 90k                                                                                    |

### Apertura 9
| Data             | Mecz |
| ---------------- | --- |
| 20 marca 2010    | Atlético Huila - Tolima Ibagué 1:3 Ayron del Valle 65 - Wílder Medina 11, Franco Arizala 25, 45                                                                    |
| 20 marca 2010    | Atlético Junior - Real Cartagena 0:3 Néstor Salazar 15, Edwards Jiménez 82k, Edison Palomino 89                                                                    |
| 20 marca 2010    | Independiente Santa Fe - Millonarios FC 2:1 Alejandro Bernal 15, Cristian Nazarith 61w - John Jairo Ulloque 35w                                                    |
| 21 marca 2010    | Boyacá Chicó Tunja - La Equidad Bogotá 2:0 Mario Alejandro García 41, Antonhy Tapia 86                                                                             |
| 21 marca 2010    | Cúcuta - Envigado 2:2 Diego Aroldo Cabrera 60k, 64 - Dorlan Pabón 25, 72                                                                                           |
| 21 marca 2010    | Quindío Armenia - Deportivo Tuluá 1:2 Alexánder Mejía 58 - Jhon Montaño 44, Juan Fernando Caicedo 87                                                               |
| 21 marca 2010    | Deportivo Cali - América Cali 1:1 Luis Muriel 51 - Edwin Aguilar 43                                                                                                |
| 21 marca 2010    | Once Caldas - Deportivo Pereira 5:1 Dayro Mauricio Moreno 1g, Dany Santoyo 10, Fernando Uribe 16, José Iván Vélez 40, Diego Armando Amaya 75 - Julián Barahona 55w |
| 15 kwietnia 2010 | Independiente Medellín - Atlético Nacional 2:1 Mario Edison Giménez 49, Nelson Barahona 90 - Giovanni Moreno 17                                                    |

### Apertura 10
| Data          | Mecz |
| ------------- | --- |
| 27 marca 2010 | Deportivo Cali - Boyacá Chicó Tunja 3:0 Juan Domínguez 18, Wilmer Parra Cadena 66, Luis Muriel 90                             |
| 27 marca 2010 | Deportivo Pereira - Real Cartagena 3:0 Daniel Alberto Néculman 1, León Darío Muñoz 33, Julián Barahona 85                     |
| 28 marca 2010 | Atlético Junior - Cúcuta 2:0 Luis Carlos Ruíz 16, Martín Arzuaga 75                                                           |
| 28 marca 2010 | Quindío Armenia - Once Caldas 0:2 Fernando Uribe 23, Dany Santoyo 55k                                                         |
| 28 marca 2010 | Tolima Ibagué - América Cali 2:1 Franco Arizala 3, Yesid Martínez 73 - Óscar Nadin Díaz 76                                    |
| 28 marca 2010 | Envigado - Independiente Medellín 1:7 Carlos Álvarez 43 - ?, Mario Edison Giménez 29g, 32g, 47g, Luis Carlos Arias 35, 82, 84 |
| 28 marca 2010 | La Equidad Bogotá - Deportivo Tuluá 3:0 Sherman Cárdenas 3, Carlos Rentería 10, 81                                            |
| 28 marca 2010 | Millonarios FC - Independiente Santa Fe 2:1 Luís Fernando Mosquera 46, John Jairo Ulloque 83 - Julio Brian Gutiérrez 90       |
| 31 marca 2010 | Atlético Nacional - Atlético Huila 2:1 Giovanni Moreno 16, Jairo Palomino 85 - Víctor Alfonso Guazá 19                        |

### Apertura 11
| Data            | Mecz |
| --------------- | --- |
| 3 kwietnia 2010 | América Cali - Millonarios FC 3:2 Sergio Galván Rey 29, 86, Washington Viera 68k - Oswaldo Henríquez 46g, Ervin Alberto González 49 |
| 3 kwietnia 2010 | Independiente Medellín - Cúcuta 3:0 Luis Carlos Arias 50k, Juan Esteban Ortíz 72, Javier Restrepo 89                                |
| 3 kwietnia 2010 | Independiente Santa Fe - Atlético Nacional 3:0 Luis Alfredo Yánez 64g, Mario Alejandro González 87, Omar Sebastián Pérez 90         |
| 4 kwietnia 2010 | Atlético Huila - Deportivo Cali 1:0 Jeison Quiñónez 89                                                                              |
| 4 kwietnia 2010 | Boyacá Chicó Tunja - Quindío Armenia 1:0 Antonhy Tapia 37                                                                           |
| 4 kwietnia 2010 | Deportivo Tuluá - Tolima Ibagué 1:5 Víctor Manuel Bonilla 49k - Franco Arizala 19, 66, 68, Wílder Medina 56, 62                     |
| 4 kwietnia 2010 | Envigado - Deportivo Pereira 2:1 Eder Muniver 42, Carlos Álvarez 87k - Harnold Palacios 30                                          |
| 4 kwietnia 2010 | Once Caldas - Atlético Junior 1:0 Dayro Mauricio Moreno 54g                                                                         |
| 4 kwietnia 2010 | Real Cartagena - La Equidad Bogotá 1:4 Edwards Jiménez 11 - Carlos Rentería 7, 20k, Leonardo Castro 12, Johnny Cano 90              |

### Apertura 12
| Data            | Mecz |
| --------------- | --- |
| 31 marca 2010   | Deportivo Pereira - Independiente Medellín 1:2 Julián Barahona 32k - Luis Carlos Arias 20, César Valoyes 78                        |
| 7 kwietnia 2010 | Atlético Junior - Boyacá Chicó Tunja 3:1 Víctor Cortés 37, Juan Galicia 47s, Carlos Bacca 55 - Edilio 64                           |
| 7 kwietnia 2010 | Atlético Nacional - América Cali 2:0 Orlando Berrío 43, Jairo Palomino 53g                                                         |
| 7 kwietnia 2010 | Cúcuta - Once Caldas 1:0 Wilson Carpintero 79                                                                                      |
| 7 kwietnia 2010 | Quindío Armenia - Atlético Huila 2:1 Carlos Villagra 20, Nilson Cortés 26 - Rafael Castillo 72                                     |
| 7 kwietnia 2010 | Tolima Ibagué - Real Cartagena 3:1 Franco Arizala 2, Rodrigo Daniel Marangoni 43k, Christian Marrugo 69 - Luis Fernando Iriarte 45 |
| 7 kwietnia 2010 | La Equidad Bogotá - Envigado 2:0 Carlos Rentería 3, Carlos Rentería 88                                                             |
| 7 kwietnia 2010 | Millonarios FC - Deportivo Tuluá 0:2 Jhon Montaño 2, 15                                                                            |
| 8 kwietnia 2010 | Deportivo Cali - Independiente Santa Fe 0:1 Yulian Anchico 88                                                                      |

### Apertura 13
| Data             | Mecz |
| ---------------- | --- |
| 10 kwietnia 2010 | Atlético Huila - Atlético Junior 0:0                                                                                             |
| 10 kwietnia 2010 | Deportivo Tuluá - Atlético Nacional 0:2 Orlando Berrío 28, 67                                                                    |
| 10 kwietnia 2010 | Real Cartagena - Millonarios FC 1:0 Harold Macías 70                                                                             |
| 11 kwietnia 2010 | América Cali - Deportivo Cali 1:2 Sergio Galván Rey 20g - Wilmer Parra Cadena 17k, Luis Muriel 48                                |
| 11 kwietnia 2010 | Boyacá Chicó Tunja - Cúcuta 2:0 Diego Chica 27, Charles Monsalvo 62                                                              |
| 11 kwietnia 2010 | Deportivo Pereira - La Equidad Bogotá 2:2 Julián Barahona 22k, 27 - Herly Alcázar 35, Óscar Martínez 85                          |
| 11 kwietnia 2010 | Envigado - Tolima Ibagué 2:3 Eder Muniver 47, Carlos Álvarez 87 - Mike Campaz 68, Rodrigo Daniel Marangoni 71, Franco Arizala 88 |
| 11 kwietnia 2010 | Independiente Medellín - Once Caldas 0:0                                                                                         |
| 11 kwietnia 2010 | Independiente Santa Fe - Quindío Armenia 2:1 Omar Sebastián Pérez 15, ? 61 - Hannyer Mosquera 26                                 |

### Apertura 14
| Data             | Mecz |
| ---------------- | --- |
| 17 kwietnia 2010 | Atlético Junior - Independiente Santa Fe 2:0 Carlos Bacca 78, Martín Arzuaga 90 |
| 17 kwietnia 2010 | Tolima Ibagué - Deportivo Pereira 1:0 Franco Arizala 9g |
| 17 kwietnia 2010 | Once Caldas - Boyacá Chicó Tunja 3:3 Fernando Uribe 4, Dany Santoyo 36g, Oswaldo Vizcarrondo 90g - Jhony Ramírez 32w, Juan Galicia 45, Diego Chica 76                                            |
| 18 kwietnia 2010 | Atlético Nacional - Real Cartagena 4:2 Giovanni Moreno 37, 58, 86, Jairo Palomino 75 - José Manuel Najera 47k, Edwards Jiménez 61                                                                |
| 18 kwietnia 2010 | Cúcuta - Atlético Huila 2:3 Diego Aroldo Cabrera 13k, 51k - Carlos Carbonero 3, Iván Velásquez 70, Rafael Castillo 88                                                                            |
| 18 kwietnia 2010 | Quindío Armenia - América Cali 2:0 Carlos Rodas 25, Elkin Murillo 81 |
| 18 kwietnia 2010 | Deportivo Cali - Deportivo Tuluá 5:3 Luis Muriel 22, 55, Carlos Lizarazo 31, Luis Chará 44, Armando Carrillo 62 - Carlos Mario Ceballos 56, Víctor Manuel Bonilla 84k, Javier Eduardo Arizala 89 |
| 18 kwietnia 2010 | La Equidad Bogotá - Independiente Medellín 2:1 Leonardo Castro 1g, Iván Arturo Corredor 90 - Malher Moreno 9                                                                                     |
| 18 kwietnia 2010 | Millonarios FC - Envigado 2:1 Hernán Eduardo Boyero 44, Omar Vásquez 82 - Dorlan Pabón 74 |

### Apertura 15
| Data             | Mecz |
| ---------------- | --- |
| 23 kwietnia 2010 | Independiente Santa Fe - Cúcuta 2:0 Luis Manuel Seijas 45, Cristian Nazarith 88                                                                                                 |
| 24 kwietnia 2010 | Envigado - Atlético Nacional 2:1 Dorlan Pabón 18, 83 - Ezequiel Carlos Maggiolo 64                                                                                              |
| 24 kwietnia 2010 | Real Cartagena - Deportivo Cali 0:1 Diego Valdés 55k |
| 25 kwietnia 2010 | América Cali - Atlético Junior 2:2 Juan Ignacio Angulo 28, Sergio Galván Rey 85g - Carlos Bacca 57, 65                                                                          |
| 25 kwietnia 2010 | Atlético Huila - Once Caldas 3:2 Gonzalo Martínez 32k, Amílcar Henríquez 77, 85 - Oswaldo Vizcarrondo 41, Fernando Uribe 47                                                     |
| 25 kwietnia 2010 | Deportivo Tuluá - Quindío Armenia 0:1 Carlos Villagra 48 |
| 25 kwietnia 2010 | Deportivo Pereira - Millonarios FC 1:1 Julián Barahona 88 - John Jairo Ulloque 82                                                                                               |
| 25 kwietnia 2010 | Independiente Medellín - Boyacá Chicó Tunja 0:0 |
| 25 kwietnia 2010 | La Equidad Bogotá - Tolima Ibagué 4:3 Carlos Rentería 10, Sherman Cárdenas 16, Carlos Rentería 78, Jhon Viáfara 89 - Franco Arizala 58, Efraín Viáfara 70, Christian Marrugo 85 |

### Apertura 16
| Data        | Mecz |
| ----------- | --- |
| 1 maja 2010 | Atlético Nacional - Deportivo Pereira 3:2 Ezequiel Carlos Maggiolo 4, Orlando Berrío 27, Víctor Ibarbo 41 - Jhony Alejandro Acosta 13, Fabián Andrés Cuéllar 51k |
| 1 maja 2010 | Quindío Armenia - Real Cartagena 0:0 |
| 1 maja 2010 | Tolima Ibagué - Independiente Medellín 1:1 Jorge Perlaza 34 - Felipe Pardo 41                                                                                    |
| 2 maja 2010 | Atlético Junior - Deportivo Tuluá 3:2 Carlos Bacca 27, 64k, Víctor Cortés 59g - John Jairo Castillo 83, Deivi Rodríguez 90                                       |
| 2 maja 2010 | Boyacá Chicó Tunja - Atlético Huila 1:1 Mario Alejandro García 90 - Gonzalo Martínez 52k                                                                         |
| 2 maja 2010 | Cúcuta - América Cali 3:0 Diego Aroldo Cabrera 68, Diego Cochas 75k, Wilson Carpintero 87                                                                        |
| 2 maja 2010 | Deportivo Cali - Envigado 1:0 Michael Ortega 67 |
| 2 maja 2010 | Millonarios FC - La Equidad Bogotá 1:1 Yovanny Arrechea 74k - Carlos Rentería 30                                                                                 |
| 2 maja 2010 | Once Caldas - Independiente Santa Fe 1:2 Oswaldo Vizcarrondo 51g - Cristian Nazarith 35g, Julio Brian Gutiérrez 75                                               |

### Apertura 17
| Data        | Mecz |
| ----------- | --- |
| 8 maja 2010 | Deportivo Tuluá - Cúcuta 0:0 |
| 8 maja 2010 | Deportivo Pereira - Deportivo Cali 1:2 León Darío Muñoz 26 - Diego Andrés Álvarez 19, Armando Carrillo 32                                       |
| 8 maja 2010 | Envigado - Quindío Armenia 2:0 Néider Morantes 5, Carlos Álvarez 66                                                                             |
| 8 maja 2010 | Independiente Medellín - Atlético Huila 3:2 Luis Carlos Arias 48, Malher Moreno 85, Javier Restrepo 90 - Ricardo Laborde 42, Ricardo Laborde 64 |
| 8 maja 2010 | La Equidad Bogotá - Atlético Nacional 2:1 Renzo Sheput 4, Carlos Rentería 75 - Giovanni Moreno 16                                               |
| 9 maja 2010 | América Cali - Once Caldas 2:1 Sergio Galván Rey 16g, Argemiro Bacca 81k - Diego Arias 71                                                       |
| 9 maja 2010 | Tolima Ibagué - Millonarios FC 2:1 Rodrigo Daniel Marangoni 27, Wílder Medina 72 - Yovanny Arrechea 38                                          |
| 9 maja 2010 | Independiente Santa Fe - Boyacá Chicó Tunja 2:3 Mario Alejandro González 65, Luis Alfredo Yánez 84 - Antonhy Tapia 63, 81k, Diego Chica 70      |
| 9 maja 2010 | Real Cartagena - Atlético Junior 1:0 Néstor Salazar 82k                                                                                         |

### Apertura 18
| Data         | Mecz |
| ------------ | --- |
| 15 maja 2010 | Atlético Nacional - Tolima Ibagué 1:0 Ezequiel Carlos Maggiolo 5g                                                                     |
| 15 maja 2010 | Quindío Armenia - Deportivo Pereira 1:0 Elkin Murillo 47                                                                              |
| 15 maja 2010 | Millonarios FC - Independiente Medellín 3:1 Luís Fernando Mosquera 29, José Mera 43g, John Jairo Ulloque 79 - Mario Edison Giménez 50 |
| 16 maja 2010 | Atlético Huila - Independiente Santa Fe 3:0 Ayron del Valle 25, Ormedis Madera 35, Daniel Bocanegra 86                                |
| 16 maja 2010 | Atlético Junior - Envigado 2:0 Carlos Bacca 52k, 75g                                                                                  |
| 16 maja 2010 | Boyacá Chicó Tunja - América Cali 1:0 Antonhy Tapia 47k                                                                               |
| 16 maja 2010 | Cúcuta - Real Cartagena 2:0 César Augusto Arias 48, Wilson Carpintero 62                                                              |
| 16 maja 2010 | Deportivo Cali - La Equidad Bogotá 0:0                                                                                                |
| 16 maja 2010 | Once Caldas - Deportivo Tuluá 2:1 Fernando Uribe 6g, Fernando Uribe 90 - Yuberney Franco 34g                                          |

### Tabela końcowa turnieju Apertura 2010
| Poz | Klub                   | Mecze | Zw | Rem | Por | Pkt | BrZd | BrStr |
| --- | ---------------------- | ----- | -- | --- | --- | --- | ---- | ----- |
| 1   | Tolima Ibagué          | 18    | 10 | 4   | 4   | 34  | 36   | 22    |
| 2   | Independiente Medellín | 18    | 9  | 6   | 3   | 33  | 29   | 17    |
| 3   | Atlético Junior        | 18    | 9  | 5   | 4   | 32  | 28   | 17    |
| 4   | La Equidad Bogotá      | 18    | 9  | 4   | 5   | 31  | 29   | 25    |
| 5   | Deportivo Cali         | 18    | 9  | 3   | 6   | 30  | 27   | 20    |
| 6   | Independiente Santa Fe | 18    | 9  | 3   | 6   | 30  | 25   | 23    |
| 7   | Boyacá Chicó Tunja     | 18    | 8  | 5   | 5   | 29  | 25   | 24    |
| 8   | Atlético Nacional      | 18    | 9  | 1   | 8   | 28  | 28   | 24    |
| 9   | Real Cartagena         | 18    | 8  | 4   | 6   | 28  | 24   | 26    |
| 10  | Once Caldas            | 18    | 7  | 4   | 7   | 25  | 32   | 28    |
| 11  | Atlético Huila         | 18    | 6  | 6   | 6   | 24  | 30   | 26    |
| 12  | Envigado               | 18    | 6  | 5   | 7   | 23  | 23   | 30    |
| 13  | Cúcuta                 | 18    | 5  | 5   | 8   | 20  | 14   | 21    |
| 14  | Millonarios FC         | 18    | 5  | 4   | 9   | 19  | 22   | 29    |
| 15  | Deportivo Pereira      | 18    | 4  | 6   | 8   | 18  | 23   | 27    |
| 16  | América Cali           | 18    | 4  | 4   | 10  | 16  | 18   | 28    |
| 17  | Deportivo Tuluá        | 18    | 4  | 3   | 11  | 15  | 19   | 32    |
| 18  | Quindío Armenia        | 18    | 4  | 2   | 12  | 14  | 9    | 22    |

### 1/2 finału
| Data         | Mecz |
| ------------ | --- |
| 19 maja 2010 | La Equidad Bogotá - Tolima Ibagué 2:2 Renzo Sheput 19, Carlos Rentería 59 - Marco Antonio Canchila 75s, Rodrigo Daniel Marangoni 78k |
| 20 maja 2010 | Atlético Junior - Independiente Medellín 3:1 Víctor Cortés 11, 24, Giovanni Hernández 53 - Luis Carlos Arias 2g                      |
| 22 maja 2010 | Tolima Ibagué - La Equidad Bogotá 1:1, karne 1:3 Franco Arizala 2 - Sherman Cárdenas 26w                                             |
| 23 maja 2010 | Independiente Medellín - Atlético Junior 1:0 ?                                                                                       |

### Apertura Finalisima
| La Equidad Bogotá - Atlético Junior 1:0 i 1:3 |
| 26 maja 2010 La Equidad Bogotá - Atlético Junior 1:0 (1:0) Sędzia: Imer Machado Bramki: 1:0 Renzo Sheput 12 Club Deportivo La Equidad (trener Alexis García): Nelson Fernando Ramos - Marco Antonio Canchila, Edwin Rivas, Jhon Alex Cano (79 Ariel Carreño), Jhon Viáfara - Sherman Cárdenas, Renzo Sheput (87 Óscar Martínez), Dager Palacios, Dawlin Leudo - Leonardo Castro (59 Hugo Emilio Soto), Carlos Rentería Corporación Popular Deportiva Junior (trener Diego Edison Umaña): Carlos Andrés Rodríguez - Jhon Alexander Valencia, César Fawcett, Román Torres, Hayder Palacio - Giovanni Hernández, Alexander Jaramillo, Luis Carlos Ruíz, Jorge Casanova, Vladimir Hernández (45 Víctor Cortés) - Martín Arzuaga (45 Carlos Bacca)                                                                                                  |
| 2 czerwca 2010 Atlético Junior - La Equidad Bogotá 3:1 (2:0) Sędzia: Wílmar Alexander Roldán Bramki: 1:0 Carlos Bacca 11, 2:0 Víctor Cortés 17, 2:1 Leonardo Castro 47g, 3:1 Carlos Bacca 86 Corporación Popular Deportiva Junior (trener Diego Edison Umaña): Carlos Andrés Rodríguez - Jhon Alexander Valencia, César Fawcett, Román Torres, Hayder Palacio - Giovanni Hernández (84 Vladimir Hernández), Víctor Cortés (85 Martín Arzuaga), Jossymar Gómez, Luis Carlos Ruíz, Jorge Casanova - Carlos Bacca (89 Brayner García) Club Deportivo La Equidad (trener Alexis García): Nelson Fernando Ramos - Marco Antonio Canchila, Hugo Emilio Soto (70 Renzo Sheput), Jhon Viáfara, Dager Palacios - Sherman Cárdenas, Edwin Rivas, Jherson Cordoba (77 Jhon Alex Cano), Dawlin Leudo, Leonardo Castro - Carlos Rentería (83 Herly Alcázar) |

Mistrzem Kolumbii turnieju Apertura został klub Atlético Junior, natomiast wicemistrzem - klub La Equidad Bogotá.

## Torneo Finalización 2010

### Finalización 1
| Data                 | Mecz |
| -------------------- | --- |
| 17 lipca 2010        | Independiente Santa Fe - Independiente Medellín 2:0 Jhonnier González 77g, Alejandro Bernal 84             |
| 17 lipca 2010        | Atlético Junior - Deportivo Pereira 2:1 Giovanni Hernández 7g, Carlos Bacca 83g - Fabián Andrés Cuéllar 2k |
| 18 lipca 2010        | Atlético Huila - América Cali 1:1 Óscar Fabián Rueda 38 - Gabriel Héctor Fernández 20                      |
| 18 lipca 2010        | Boyacá Chicó Tunja - Deportivo Tuluá 1:0 Ever Palacios 49                                                  |
| 18 lipca 2010        | Once Caldas - Real Cartagena 2:1 Dayro Mauricio Moreno 31, 45k - Edwards Jiménez 66                        |
| 18 lipca 2010        | Cúcuta - Envigado 2:0 Wilson Carpintero 45g, Federico Barrionuevo 80                                       |
| 18 lipca 2010        | Quindío Armenia - La Equidad Bogotá 1:0 Carlos Rodas 90                                                    |
| 18 lipca 2010        | Deportivo Cali - Tolima Ibagué 1:1 Fabián Castillo 10 - Wílder Medina 46                                   |
| 20 października 2010 | Atlético Nacional - Millonarios FC 2:1 Dorlan Pabón 39, Jairo Palomino 52 - Lionard Pajoy 62               |

### Finalización 2
| Data             | Mecz |
| ---------------- | --- |
| 24 lipca 2010    | Envigado - Once Caldas 1:2 Néider Morantes 30w - Dayro Mauricio Moreno 45, Juan Guillermo Baena 90              |
| 24 lipca 2010    | Millonarios FC - Deportivo Cali 1:0 Omar Vásquez 44                                                             |
| 25 lipca 2010    | América Cali - Independiente Santa Fe 1:2 Édison Toloza 88 - Julio Brian Gutiérrez 17, Omar Sebastián Pérez 59  |
| 25 lipca 2010    | Deportivo Tuluá - Atlético Huila 1:1 Julián Balanta 82 - Jorge Hernando Vidal 14                                |
| 25 lipca 2010    | Tolima Ibagué - Quindío Armenia 2:0 Wílder Medina 6, Christian Marrugo 90                                       |
| 25 lipca 2010    | Deportivo Pereira - Cúcuta 1:2 Harnold Palacios 48 - Wilson Carpintero 21, 54k                                  |
| 25 lipca 2010    | La Equidad Bogotá - Atlético Junior 1:0 Ariel Carreño 1                                                         |
| 25 lipca 2010    | Real Cartagena - Boyacá Chicó Tunja 0:0                                                                         |
| 29 września 2010 | Independiente Medellín - Atlético Nacional 1:2 Martín Arzuaga 7 - Ezequiel Carlos Maggiolo 13g, Dorlan Pabón 75 |

### Finalización 3
| Data             | Mecz |
| ---------------- | --- |
| 31 lipca 2010    | Deportivo Cali - Atlético Nacional 3:1 Jonathan Álvarez 53, Fabián Castillo 59, Diego Andrés Álvarez 74 - Marcos Gustavo Mondaini 90 |
| 31 lipca 2010    | Independiente Santa Fe - Deportivo Tuluá 3:0 Mario Alejandro González 50, Omar Sebastián Pérez 77k, Julio Brian Gutiérrez 82g        |
| 1 sierpnia 2010  | Atlético Huila - Real Cartagena 2:1 Bréiner Belalcázar 51, Ayron del Valle 86 - José Manuel Najera 8                                 |
| 1 sierpnia 2010  | Atlético Junior - Tolima Ibagué 1:1 Giovanni Hernández 4w - Darío Alberto Bustos 74w                                                 |
| 1 sierpnia 2010  | Boyacá Chicó Tunja - Envigado 2:1 Antonhy Tapia 2, Wiston Girón 84 - Néider Morantes 39w                                             |
| 1 sierpnia 2010  | Cúcuta - La Equidad Bogotá 2:0 Wilson Carpintero 20g, 49                                                                             |
| 1 sierpnia 2010  | Quindío Armenia - Millonarios FC 3:2 Carlos Rodas 33k, 90k, Pablo Antonio Salinas 51 - Yovanny Arrechea 25k, Carlos Alfredo Saa 52g  |
| 1 sierpnia 2010  | Independiente Medellín - América Cali 1:0 Luis Carlos Arias 43                                                                       |
| 29 września 2010 | Once Caldas - Deportivo Pereira 1:0 Jhon Valencia 77                                                                                 |

### Finalización 4
| Data            | Mecz |
| --------------- | --- |
| 6 sierpnia 2010 | La Equidad Bogotá - Once Caldas 4:2 Ariel Carreño 28, Leonardo Castro 50, 60, Jhon Viáfara 69w - Dayro Mauricio Moreno 44, Jhon Valencia 87w |
| 7 sierpnia 2010 | Atlético Nacional - Quindío Armenia 1:0 Jairo Patiño 60                                                                                      |
| 7 sierpnia 2010 | Deportivo Cali - Independiente Medellín 0:0                                                                                                  |
| 8 sierpnia 2010 | Deportivo Tuluá - América Cali 1:2 Daniel Quendambu 57 - Julio Javier Marchant 64g, Édison Toloza 76                                         |
| 8 sierpnia 2010 | Tolima Ibagué - Cúcuta 1:0 Fernando Cardenas 79                                                                                              |
| 8 sierpnia 2010 | Deportivo Pereira - Boyacá Chicó Tunja 2:2 Miguel Ángel Cuéllar 12, Andrés Arroyave 74 - Antonhy Tapia 33, Juan Gilberto Núñez 56            |
| 8 sierpnia 2010 | Envigado - Atlético Huila 0:1 Jorge Hernando Vidal 55                                                                                        |
| 8 sierpnia 2010 | Millonarios FC - Atlético Junior 1:1 Rafael Robayo 83 - Carlos Bacca 23                                                                      |
| 8 sierpnia 2010 | Real Cartagena - Independiente Santa Fe 2:2 Luis Fernando Iriarte 2, José Manuel Najera 90g - Mario Alejandro González 57k, Óscar Rodas 87   |

### Finalización 5
| Data             | Mecz |
| ---------------- | --- |
| 13 sierpnia 2010 | Independiente Santa Fe - Envigado 1:0 Sergio Otalvaro 29 |
| 14 sierpnia 2010 | Atlético Huila - Deportivo Pereira 3:2 Gonzalo Martínez 31, Iván Velásquez 40g, Víctor Alfonso Guazá 90 - Juan Martín Parodi 32, Dayron Alejandro Pérez 80k |
| 14 sierpnia 2010 | Cúcuta - Millonarios FC 2:1 Federico Barrionuevo 4, Roberto Polo 57 - Yovanny Arrechea 53                                                                   |
| 15 sierpnia 2010 | América Cali - Real Cartagena 0:2 José Manuel Najera 64g, Edwards Jiménez 90                                                                                |
| 15 sierpnia 2010 | Boyacá Chicó Tunja - La Equidad Bogotá 0:0 |
| 15 sierpnia 2010 | Quindío Armenia - Deportivo Cali 0:0 mecz przerwany w 60 minucie - dokończony 16 sierpnia 2010                                                              |
| 15 sierpnia 2010 | Independiente Medellín - Deportivo Tuluá 2:1 Martín Arzuaga 38, 88 - Santiago Daniel Benitez 53                                                             |
| 15 sierpnia 2010 | Once Caldas - Tolima Ibagué 1:3 Alexis Héctor Henríquez 69 - Jorge Perlaza 60, Darío Alberto Bustos 60w, Wílder Medina 81                                   |
| 16 sierpnia 2010 | Quindío Armenia - Deportivo Cali 2:0 Carlos Rodas 69, 78 dokończenie brakujących 30 minut meczu przerwanego 15 sierpnia 2010                                |
| 8 września 2010  | Atlético Junior - Atlético Nacional 4:2 Giovanni Hernández 4, 83w, Paulo Arango 7, Jorge Casanova 26g - Jairo Patiño 46, Ezequiel Carlos Maggiolo 88        |

### Finalización 6
| Data             | Mecz |
| ---------------- | --- |
| 21 sierpnia 2010 | Atlético Nacional - Cúcuta 1:0 Dorlan Pabón                                                                              |
| 21 sierpnia 2010 | Quindío Armenia - Independiente Medellín 1:1 Fainer Torijano 45g - Luis Carlos Arias 13                                  |
| 21 sierpnia 2010 | Deportivo Cali - Atlético Junior 2:2 Jonathan Álvarez 14, Mario Edison Giménez 48 - Carlos Bacca 38, Paulo Arango 80     |
| 22 sierpnia 2010 | Tolima Ibagué - Boyacá Chicó Tunja 3:1 Rodrigo Daniel Marangoni 4, Wílder Medina 25, Jorge Perlaza 68 - Antonhy Tapia 34 |
| 22 sierpnia 2010 | Deportivo Pereira - Independiente Santa Fe 0:1 Mario Alejandro González 57                                               |
| 22 sierpnia 2010 | Envigado - América Cali 1:3 Jorge Horacio Serna 89 - Jean Batista 1, Gabriel Héctor Fernández 79, 82k                    |
| 22 sierpnia 2010 | La Equidad Bogotá - Atlético Huila 4:1 Camilo Ayala 32, 68 Leonardo Castro 46, Renzo Sheput 62 - Carlos Carbonero 83     |
| 22 sierpnia 2010 | Millonarios FC - Once Caldas 1:2 Alejandro Enrique Cichero 26 - Dayro Mauricio Moreno 11, Fernando Uribe 76              |
| 22 sierpnia 2010 | Real Cartagena - Deportivo Tuluá 1:0 Edwards Jiménez 90k                                                                 |

### Finalización 7
| Data             | Mecz |
| ---------------- | --- |
| 28 sierpnia 2010 | América Cali - Deportivo Pereira 1:1 Gabriel Héctor Fernández 43g - César Rivas 90                                                   |
| 28 sierpnia 2010 | Atlético Huila - Tolima Ibagué 3:1 Ayron del Valle 39, Carlos Villagra 44, Rafael Castillo 71 - Diego Chará 25                       |
| 28 sierpnia 2010 | Independiente Medellín - Real Cartagena 1:1 Luís Fernando Mosquera 36w - Edilio 21                                                   |
| 28 sierpnia 2010 | Once Caldas - Atlético Nacional 2:3 Fernando Uribe 26, Dayro Mauricio Moreno 86w - Ezequiel Carlos Maggiolo 57, 66, Víctor Ibarbo 81 |
| 29 sierpnia 2010 | Atlético Junior - Quindío Armenia 0:2 Carlos Rodas 51, 85k                                                                           |
| 29 sierpnia 2010 | Deportivo Tuluá - Envigado 2:1 Alejandro Veléz 51w, Brunet Hay 61 - Juan Esteban Suescún 41                                          |
| 29 sierpnia 2010 | Cúcuta - Deportivo Cali 2:1 Wilson Carpintero 20g, Roberto Polo 68 - Andrés Pérez 56                                                 |
| 29 sierpnia 2010 | Independiente Santa Fe - La Equidad Bogotá 0:1 Ariel Carreño 1                                                                       |
| 30 września 2010 | Boyacá Chicó Tunja - Millonarios FC 1:1 Edwin Móvil 80 - Yovanny Arrechea 5                                                          |

### Finalización 8
| Data            | Mecz |
| --------------- | --- |
| 3 września 2010 | La Equidad Bogotá - América Cali 0:2 Duván Zapata 5, Avilés Hurtado 42                                                     |
| 4 września 2010 | Atlético Nacional - Boyacá Chicó Tunja 2:0 Marcos Gustavo Mondaini 3, Ezequiel Carlos Maggiolo 64g                         |
| 4 września 2010 | Tolima Ibagué - Independiente Santa Fe 1:2 Jorge Perlaza 41 - Néstor Salazar 26g, Sergio Otalvaro 29                       |
| 5 września 2010 | Atlético Junior - Independiente Medellín 1:1 Giovanni Hernández 29w - Luís Fernando Mosquera 15                            |
| 5 września 2010 | Quindío Armenia - Cúcuta 1:0 Elkin Murillo 30                                                                              |
| 5 września 2010 | Deportivo Cali - Once Caldas 5:3 César Amaya 10, Martín Morel 18, 70, 90, Camilo Ceballos 49 - Fernando Uribe 14, 54k, 59g |
| 5 września 2010 | Deportivo Pereira - Deportivo Tuluá 0:0                                                                                    |
| 5 września 2010 | Envigado - Real Cartagena 2:1 Yesid Mena 10, Fernando Oliveira de Avila 66g - Óscar Castillo 27                            |
| 5 września 2010 | Millonarios FC - Atlético Huila 1:2 Yovanny Arrechea 51 - Jeison Quiñónez 11, Víctor Alfonso Guazá 88                      |

### Finalización 9
| Data             | Mecz                                                                                                |
| ---------------- | --------------------------------------------------------------------------------------------------- |
| 10 września 2010 | Deportivo Tuluá - Quindío Armenia 2:1 Donald Diego Millán 43, Hilario Cuenú 83 - Fainer Torijano 86 |
| 10 września 2010 | Tolima Ibagué - Atlético Huila 3:0 Wílder Medina 21, 42, Jorge Perlaza 37g                          |
| 11 września 2010 | Envigado - Cúcuta 1:1 Juan Fernando Quintero 59 - Diego Peralta 40                                  |
| 11 września 2010 | Millonarios FC - Independiente Santa Fe 0:0                                                         |
| 11 września 2010 | Real Cartagena - Atlético Junior 1:1 Luis Fernando Iriarte 17 - Víctor Cortés 77g                   |
| 12 września 2010 | América Cali - Deportivo Cali 1:2 Edwin del Castillo 27 - Jonathan Álvarez 47, 86                   |
| 12 września 2010 | Atlético Nacional - Independiente Medellín 1:0 Hernán Bertuz 56s                                    |
| 12 września 2010 | Deportivo Pereira - Once Caldas 0:0                                                                 |
| 12 września 2010 | La Equidad Bogotá - Boyacá Chicó Tunja 1:1 Jhon Viáfara 46 - Antonhy Tapia 12w                      |

### Finalización 10
| Data             | Mecz |
| ---------------- | --- |
| 18 września 2010 | América Cali - Tolima Ibagué 1:0 Bélmer Aguilar 65g |
| 18 września 2010 | Atlético Huila - Atlético Nacional 2:2 Gonzalo Martínez 80k, Amílcar Henríquez 90 - Víctor Ibarbo 54, Juan Carlos Mosquera 74                                     |
| 18 września 2010 | Independiente Medellín - Envigado 2:2 Anselmo Almeida 13g, Nelson Barahona 89k - Andrés Orozco 43g, Juan Carlos Ramírez 90g                                       |
| 19 września 2010 | Boyacá Chicó Tunja - Deportivo Cali 1:0 Luis Alfredo Yánez 65 |
| 19 września 2010 | Deportivo Tuluá - La Equidad Bogotá 2:2 Carlos Terranova 45, Donald Diego Millán 47 - Carlos Rentería 16, Camilo Ayala 30                                         |
| 19 września 2010 | Cúcuta - Atlético Junior 3:3 Juan Giovanni García 32, Roberto Polo 43, Wilson Carpintero 59 - Carlos Bacca 2, Giovanni Hernández 30, Vladimir Hernández 37        |
| 19 września 2010 | Independiente Santa Fe - Millonarios FC 2:0 Luis Manuel Seijas 74, Omar Sebastián Pérez 90k                                                                       |
| 19 września 2010 | Once Caldas - Quindío Armenia 4:2 Diego Arias 37, Félix Andrés Micolta 56, Fernando Uribe 57, Dayro Mauricio Moreno 73k - Elkin Murillo 30, Jhon Valoy Riasco 76g |
| 19 września 2010 | Real Cartagena - Deportivo Pereira 1:0 Jorge Andrés Ramos 25 |

### Finalización 11
| Data             | Mecz |
| ---------------- | --- |
| 25 września 2010 | Atlético Junior - Once Caldas 2:2 Carlos Bacca 56, 79 - Félix Andrés Micolta 64, Dayro Mauricio Moreno 69 |
| 25 września 2010 | Cúcuta - Independiente Medellín 1:2 Wilson Carpintero 36k - Nelson Barahona 13g, Luis Carlos Arias 29     |
| 25 września 2010 | Tolima Ibagué - Deportivo Tuluá 3:0 Jorge Perlaza 31, 75, Julio César Ortellado 69                        |
| 25 września 2010 | Millonarios FC - América Cali 2:0 José Amaya 42, Carlos Alfredo Saa 67                                    |
| 26 września 2010 | Atlético Nacional - Independiente Santa Fe 0:1 Luis Manuel Seijas 65g                                     |
| 26 września 2010 | Quindío Armenia - Boyacá Chicó Tunja 2:1 Carlos Rodas 78k, Luis Paz 79k - Edwin Móvil 11                  |
| 26 września 2010 | Deportivo Cali - Atlético Huila 0:0                                                                       |
| 26 września 2010 | Deportivo Pereira - Envigado 1:1 José Heriberto Izquierdo 63 - Juan Fernando Quintero 66                  |
| 26 września 2010 | La Equidad Bogotá - Real Cartagena 2:1 Ariel Carreño 6, Johnny Cano 72 - Edilio 83                        |

### Finalización 12
| Data                | Mecz |
| ------------------- | --- |
| 2 października 2010 | América Cali - Atlético Nacional 2:0 Jhon Jairo Lozano 17g, Wilson Morelos 45                                                                     |
| 2 października 2010 | Independiente Santa Fe - Deportivo Cali 1:1 Omar Sebastián Pérez 57 - César Amaya 40                                                              |
| 2 października 2010 | Once Caldas - Cúcuta 1:0 Dayro Mauricio Moreno 55                                                                                                 |
| 3 października 2010 | Atlético Huila - Quindío Armenia 1:0 Ayron del Valle 85                                                                                           |
| 3 października 2010 | Boyacá Chicó Tunja - Atlético Junior 1:0 Antonhy Tapia 57k                                                                                        |
| 3 października 2010 | Deportivo Tuluá - Millonarios FC 1:2 Julián Balanta 26 - Rafael Robayo 13, Yovanny Arrechea 88                                                    |
| 3 października 2010 | Envigado - La Equidad Bogotá 1:2 Fernando Oliveira de Avila 89 - Carlos Rentería 58, Jhon Viáfara 66                                              |
| 3 października 2010 | Independiente Medellín - Deportivo Pereira 1:1 Luis Carlos Arias 84k - Francisco Antonio Córdoba 46                                               |
| 3 października 2010 | Real Cartagena - Tolima Ibagué 1:4 Jorge Andrés Ramos 47g - Rodrigo Daniel Marangoni 9g, Wílder Medina 30, Jorge Perlaza 82, Fernando Cardenas 89 |

### Finalización 13
| Data                 | Mecz |
| -------------------- | --- |
| 8 października 2010  | Tolima Ibagué - Envigado 2:0 Jorge Perlaza 32, Danny Aguilar 42 |
| 9 października 2010  | Quindío Armenia - Independiente Santa Fe 3:2 Elkin Murillo 19, Hilton Murillo 54, Léider Preciado 66g - Juan Quintero 16, Alejandro Bernal 87                                                              |
| 9 października 2010  | Millonarios FC - Real Cartagena 4:0 Yovanny Arrechea 55k, 85, 87, Rafael Robayo 57g |
| 9 października 2010  | Once Caldas - Independiente Medellín 2:1 Diego Armando Amaya 7g, Jaime Alberto Castrillón 18 - Luis Carlos Arias 22                                                                                        |
| 10 października 2010 | Atlético Junior - Atlético Huila 1:1 Wilmer Parra Cadena 70 - Carlos Carbonero 60 |
| 10 października 2010 | Atlético Nacional - Deportivo Tuluá 2:1 Edwin Cardona 41, Dorlan Pabón 84 - Donald Diego Millán 21 |
| 10 października 2010 | Cúcuta - Boyacá Chicó Tunja 2:0 Diego Peralta 31, Humberto Botello 86 |
| 10 października 2010 | Deportivo Cali - América Cali 6:3 Andrés Pérez 19, Martín Morel 35w, 38, 47, Diego Andrés Álvarez 45k, Jonathan Álvarez 86 - Nelson Fernando Ramos 28k, Sergio Galván Rey 71, Gabriel Héctor Fernández 88w |
| 10 października 2010 | La Equidad Bogotá - Deportivo Pereira 2:0 Carlos Rentería 25, Sherman Cárdenas 27 |

### Finalización 14
| Data                 | Mecz |
| -------------------- | --- |
| 16 października 2010 | América Cali - Quindío Armenia 1:1 Gabriel Héctor Fernández 13 - Carlos Rodas 11                                                        |
| 16 października 2010 | Deportivo Pereira - Tolima Ibagué 1:2 Danny Cano 30 - Wílder Medina 66, 37                                                              |
| 16 października 2010 | Envigado - Millonarios FC 1:2 Jorge Horacio Serna 36 - Alejandro Enrique Cichero 42g, Rafael Robayo 58                                  |
| 16 października 2010 | Real Cartagena - Atlético Nacional 1:2 Óscar Castillo 11 - Humberto Mendoza 42k, 48w                                                    |
| 17 października 2010 | Atlético Huila - Cúcuta 4:1 Ayron del Valle 23, Gonzalo Martínez 79k, Víctor Alfonso Guazá 89, Carlos Carbonero 90 - José Luis Bueno 19 |
| 17 października 2010 | Boyacá Chicó Tunja - Once Caldas 0:1 Dayro Mauricio Moreno 89                                                                           |
| 17 października 2010 | Deportivo Tuluá - Deportivo Cali 1:1 Donald Diego Millán 47 - Martín Morel 43k                                                          |
| 17 października 2010 | Independiente Medellín - La Equidad Bogotá 1:1 Luis Carlos Arias 26k - Carlos Rentería 32                                               |
| 17 października 2010 | Independiente Santa Fe - Atlético Junior 2:0 Cristian Nazarith 9w, Román Torres 30s                                                     |

### Finalización 15
| Data                 | Mecz |
| -------------------- | --- |
| 22 października 2010 | Tolima Ibagué - La Equidad Bogotá 3:0 Julio César Ortellado 45g, Gustavo Bolívar 46w, Diego Chará 64                                                        |
| 23 października 2010 | Atlético Junior - América Cali 0:2 Carlos Alberto Preciado 34, Édison Toloza 62                                                                             |
| 23 października 2010 | Atlético Nacional - Envigado 1:1 Marcos Gustavo Mondaini 86 - Jorge Horacio Serna 36g                                                                       |
| 23 października 2010 | Deportivo Cali - Real Cartagena 3:1 Martín Morel 23, 90k, Elkin Calle 26 - Edison Palomino 19                                                               |
| 24 października 2010 | Boyacá Chicó Tunja - Independiente Medellín 3:3 Juan Gilberto Núñez 6, 45, Wiston Girón 43 - Jhon Edward Hernández 2, Luis Carlos Arias 16k, Lewis Ochoa 81 |
| 24 października 2010 | Cúcuta - Independiente Santa Fe 1:1 Wilson Carpintero 65k - Luis Manuel Seijas 44                                                                           |
| 24 października 2010 | Quindío Armenia - Deportivo Tuluá 2:0 Léider Preciado 40, Carlos Terranova 52s                                                                              |
| 24 października 2010 | Millonarios FC - Deportivo Pereira 2:1 Rafael Robayo 10g, 45 - Dayron Alejandro Pérez 75w                                                                   |
| 24 października 2010 | Once Caldas - Atlético Huila 2:1 Dayro Mauricio Moreno 15, José Iván Vélez 90 - Carlos Villagra 9                                                           |

### Finalización 16
| Data                 | Mecz |
| -------------------- | --- |
| 29 października 2010 | Independiente Medellín - Tolima Ibagué 1:0 Jhon Edward Hernández 48                                                    |
| 30 października 2010 | Atlético Huila - Boyacá Chicó Tunja 4:0 Carlos Villagra 34, Iván Velásquez 45, Gonzalo Martínez 50, Ayron del Valle 82 |
| 30 października 2010 | Deportivo Pereira - Atlético Nacional 0:0                                                                              |
| 30 października 2010 | La Equidad Bogotá - Millonarios FC 2:0 Sherman Cárdenas 3, Dawlin Leudo 87                                             |
| 31 października 2010 | América Cali - Cúcuta 0:0                                                                                              |
| 31 października 2010 | Deportivo Tuluá - Atlético Junior 2:0 Donald Diego Millán 75, William Zapata Brand 79                                  |
| 31 października 2010 | Envigado - Deportivo Cali 2:2 Néider Morantes 8k, Carlos Álvarez 57 - Fabián Castillo 52, Cristián Lazo 79             |
| 31 października 2010 | Independiente Santa Fe - Once Caldas 1:1 Néstor Salazar 84 - Jaime Alberto Castrillón 10                               |
| 31 października 2010 | Real Cartagena - Quindío Armenia 1:1 Jorge Andrés Ramos 22 - Pablo Antonio Salinas 90                                  |

### Finalización 17
| Data             | Mecz |
| ---------------- | --- |
| 6 listopada 2010 | Boyacá Chicó Tunja - Independiente Santa Fe 2:0 Juan Gilberto Núñez 46, 79                                                     |
| 6 listopada 2010 | Millonarios FC - Tolima Ibagué 2:2 Yovanny Arrechea 6k, Omar Vásquez 50 - Julio César Ortellado 48, Leonard Vaquez Zamoraa 88s |
| 6 listopada 2010 | Once Caldas - América Cali 3:1 Fernando Uribe 4, 81, 88 - Édison Toloza 46                                                     |
| 7 listopada 2010 | Atlético Huila - Independiente Medellín 1:1 Iván Velásquez 45 - Luis Carlos Arias 77                                           |
| 7 listopada 2010 | Atlético Junior - Real Cartagena 1:1 Giovanni Hernández 90k - Edwards Jiménez 45                                               |
| 7 listopada 2010 | Atlético Nacional - La Equidad Bogotá 3:1 Orlando Berrío 61, Dorlan Pabón 70, Marcos Gustavo Mondaini 90 - Ariel Carreño 43k   |
| 7 listopada 2010 | Cúcuta - Deportivo Tuluá 3:0 Wilson Carpintero 10, 56g, 80                                                                     |
| 7 listopada 2010 | Quindío Armenia - Envigado 3:2 Elkin Murillo 7, Léider Preciado 22, 53g - Jorge Horacio Serna 67, Juan Fernando Quintero 86    |
| 7 listopada 2010 | Deportivo Cali - Deportivo Pereira 1:1 Martín Morel 65k - Gustavo Andrés Victoria 49w                                          |

### Finalización 18
| Data              | Mecz |
| ----------------- | --- |
| 13 listopada 2010 | Deportivo Pereira - Quindío Armenia 0:0                                                                                             |
| 13 listopada 2010 | Independiente Santa Fe - Atlético Huila 3:0 Alejandro Bernal 17, Cristian Nazarith 50, Luis Manuel Seijas 65                        |
| 14 listopada 2010 | América Cali - Boyacá Chicó Tunja 4:0 Wilson Morelos 6, Andrés Andrade Torres 57, Sergio Galván Rey 64, Jhon Jairo Lozano 69        |
| 14 listopada 2010 | Deportivo Tuluá - Once Caldas 0:3 Dayro Mauricio Moreno 31, Emerson Acuña 40, Jhon Valencia 59                                      |
| 14 listopada 2010 | Tolima Ibagué - Atlético Nacional 3:0 Wílder Medina 13, Jorge Perlaza 32g, Víctor Giraldo 52s                                       |
| 14 listopada 2010 | Envigado - Atlético Junior 2:2 Jorge Horacio Serna 21, Néider Morantes 63k - Giovanni Hernández 4, Víctor Cortés 41                 |
| 14 listopada 2010 | Independiente Medellín - Millonarios FC 3:2 Luis Carlos Arias 70k, Anselmo Almeida 79, Martín Arzuaga 90 - Yovanny Arrechea 61k, 90 |
| 14 listopada 2010 | La Equidad Bogotá - Deportivo Cali 0:3 Jonathan Álvarez 41g, Diego Andrés Álvarez 53, Martín Morel 63                               |
| 14 listopada 2010 | Real Cartagena - Cúcuta 0:2 Wilson Carpintero 61g, ? 83k                                                                            |

### Tabela końcowa turnieju Finalización 2010
| Poz | Klub                   | Mecze | Zw | Rem | Por | Pkt | BrZd | BrStr |
| --- | ---------------------- | ----- | -- | --- | --- | --- | ---- | ----- |
| 1   | Tolima Ibagué          | 18    | 11 | 3   | 4   | 36  | 35   | 15    |
| 2   | Once Caldas            | 18    | 11 | 3   | 4   | 36  | 34   | 26    |
| 3   | Independiente Santa Fe | 18    | 10 | 5   | 3   | 35  | 26   | 13    |
| 4   | Atlético Nacional      | 18    | 10 | 3   | 5   | 33  | 25   | 23    |
| 5   | Quindío Armenia        | 18    | 9  | 4   | 5   | 31  | 25   | 20    |
| 6   | Atlético Huila         | 18    | 8  | 6   | 4   | 30  | 28   | 24    |
| 7   | Cúcuta                 | 18    | 8  | 4   | 6   | 28  | 24   | 18    |
| 8   | La Equidad Bogotá      | 18    | 8  | 4   | 6   | 28  | 23   | 23    |
| 9   | Deportivo Cali         | 18    | 6  | 8   | 4   | 26  | 31   | 23    |
| 10  | América Cali           | 18    | 7  | 4   | 7   | 25  | 25   | 23    |
| 11  | Independiente Medellín | 18    | 5  | 9   | 4   | 24  | 22   | 22    |
| 12  | Millonarios FC         | 18    | 6  | 4   | 8   | 22  | 25   | 25    |
| 13  | Boyacá Chicó Tunja     | 18    | 5  | 6   | 7   | 21  | 16   | 26    |
| 14  | Atlético Junior        | 18    | 2  | 10  | 6   | 16  | 21   | 28    |
| 15  | Real Cartagena         | 18    | 3  | 6   | 9   | 15  | 17   | 29    |
| 16  | Deportivo Tuluá        | 18    | 3  | 4   | 11  | 13  | 14   | 30    |
| 17  | Deportivo Pereira      | 18    | 0  | 9   | 9   | 9   | 12   | 22    |
| 18  | Envigado               | 18    | 1  | 6   | 11  | 9   | 19   | 32    |

### Finalización Cuadrangulares

#### Finalización Cuadrangulares 1
| Data              | Mecz |
| ----------------- | --- |
| 20 listopada 2010 | Tolima Ibagué - Independiente Santa Fe 2:2 Lucumi Wilmer Díaz 29g, Wílder Medina 87 - Cristian Nazarith 52, 56 |
| 20 listopada 2010 | La Equidad Bogotá - Atlético Huila 0:0                                                                         |
| 21 listopada 2010 | Atlético Nacional - Quindío Armenia 1:2 David Córdoba 90k - Hilton Murillo 29g, Léider Preciado 83             |
| 21 listopada 2010 | Once Caldas - Cúcuta 0:0                                                                                       |

#### Finalización Cuadrangulares 2
| Data              | Mecz |
| ----------------- | --- |
| 24 listopada 2010 | Independiente Santa Fe - La Equidad Bogotá 3:1 Félix Noguera 31w, Cristian Nazarith 50w, Mario Alejandro González 90 - Jhon Viáfara 81 |
| 24 listopada 2010 | Atlético Huila - Tolima Ibagué 2:3 Rafael Castillo 23, Amílcar Henríquez 80 - Wílder Medina 37, 70, Hugo Pablo Centurión 82            |
| 25 listopada 2010 | Quindío Armenia - Once Caldas 1:3 Carlos Rodas 6 - Fernando Uribe 31, 54, Dayro Mauricio Moreno 65w                                    |
| 25 listopada 2010 | Cúcuta - Atlético Nacional 2:2 Wilson Carpintero 17k, Federico Barrionuevo 76 - Humberto Mendoza 31w, Dorlan Pabón 58                  |

#### Finalización Cuadrangulares 3
| Data              | Mecz |
| ----------------- | --- |
| 27 listopada 2010 | Independiente Santa Fe - Atlético Huila 2:1 Efraín Viáfara 14, Cristian Nazarith 90 - Rafael Castillo 5                    |
| 27 listopada 2010 | Tolima Ibagué - La Equidad Bogotá 1:1 Wílder Medina 4 - Carlos Rentería 38                                                 |
| 28 listopada 2010 | Quindío Armenia - Cúcuta 2:1 Léider Preciado 51, 55 - Diego Peralta 68g                                                    |
| 28 listopada 2010 | Atlético Nacional - Once Caldas 1:3 Humberto Mendoza 21k - Fernando Uribe 10, Jefferson Cuero 55, Dayro Mauricio Moreno 88 |

#### Finalización Cuadrangulares 4
| Data           | Mecz |
| -------------- | --- |
| 4 grudnia 2010 | Atlético Huila - Independiente Santa Fe 1:0 Rafael Castillo 2                                                                                  |
| 4 grudnia 2010 | La Equidad Bogotá - Tolima Ibagué 1:0 Sherman Cárdenas 71                                                                                      |
| 5 grudnia 2010 | Once Caldas - Atlético Nacional 3:2 Félix Andrés Micolta 18, 50, Dayro Mauricio Moreno 40g - Humberto Mendoza 63k, Ezequiel Carlos Maggiolo 77 |
| 5 grudnia 2010 | Cúcuta - Quindío Armenia 1:0 Diego Peralta 90g                                                                                                 |

#### Finalización Cuadrangulares 5
| Data           | Mecz |
| -------------- | --- |
| 8 grudnia 2010 | La Equidad Bogotá - Independiente Santa Fe 0:1 Cristian Nazarith 39 |
| 8 grudnia 2010 | Tolima Ibagué - Atlético Huila 4:3 Wílder Medina 12, Jorge Perlaza 16, Rodrigo Daniel Marangoni 24k, Hugo Pablo Centurión 37 - Amílcar Henríquez 31, Gustavo Andrés Rojas 62, Gonzalo Martínez 87k |
| 8 grudnia 2010 | Once Caldas - Quindío Armenia 4:1 Luis Alberto Núñez 42w, Jaime Alberto Castrillón 68, 72, Félix Andrés Micolta 90 - Elkin Murillo 1w                                                              |
| 8 grudnia 2010 | Atlético Nacional - Cúcuta 1:1 Dorlan Pabón 49 - Roberto Polo 66g |

#### Finalización Cuadrangulares 6
| Data            | Mecz                                                                                               |
| --------------- | -------------------------------------------------------------------------------------------------- |
| 12 grudnia 2010 | Quindío Armenia - Atlético Nacional 1:2 Léider Preciado 8g, Jairo Palomino 38 - Víctor Giraldo 26k |
| 12 grudnia 2010 | Cúcuta - Once Caldas 2:1 Roberto Polo 30, 86 - Johan Marin 66                                      |
| 12 grudnia 2010 | Independiente Santa Fe - Tolima Ibagué 0:1 Wílder Medina 88                                        |
| 12 grudnia 2010 | Atlético Huila - La Equidad Bogotá 2:1 Gonzalo Martínez 16k, Jeison Quiñónez 37 - Dawlin Leudo 18  |

#### Tabele końcowe Finalización Cuadrangulares
| Poz | Klub                   | Mecze | Zw | Rem | Por | Pkt | BrZd | BrStr |
| --- | ---------------------- | ----- | -- | --- | --- | --- | ---- | ----- |
| 1   | Tolima Ibagué          | 6     | 3  | 2   | 1   | 11  | 11   | 9     |
| 2   | Independiente Santa Fe | 6     | 3  | 1   | 2   | 10  | 8    | 6     |
| 3   | Atlético Huila         | 6     | 2  | 1   | 3   | 7   | 9    | 10    |
| 4   | La Equidad Bogotá      | 6     | 1  | 2   | 3   | 5   | 4    | 7     |

| Poz | Klub              | Mecze | Zw | Rem | Por | Pkt | BrZd | BrStr |
| --- | ----------------- | ----- | -- | --- | --- | --- | ---- | ----- |
| 1   | Once Caldas       | 6     | 4  | 1   | 1   | 13  | 14   | 7     |
| 2   | Cúcuta            | 6     | 2  | 3   | 1   | 9   | 7    | 6     |
| 3   | Quindío Armenia   | 6     | 2  | 0   | 4   | 6   | 7    | 12    |
| 4   | Atlético Nacional | 6     | 1  | 2   | 3   | 5   | 9    | 12    |

### Finalización Finalisima
| Tolima Ibagué - Once Caldas 2:1 i 1:3 |
| 15 grudnia 2010 Tolima Ibagué - Once Caldas 2:1 (1:1) Sędzia: Óscar Ruiz Bramki: 0:1 Dayro Mauricio Moreno 7k, 1:1 Alexis Héctor Henríquez 35s, 2:1 Rodrigo Daniel Marangoni 48k Corporación Club Deportes Tolima (trener Hernán Torres Oliveros): Anthony Domingo Silva - Yesid Martínez, Gerardo Vallejo, Jair Arrechea, Danny Aguilar - Christian Marrugo (83 Fernando Cardenas), Gustavo Bolívar, Diego Chará, Rodrigo Daniel Marangoni - Jorge Perlaza, Wílder Medina Corporación Deportiva Once Caldas (trener Juan Carlos Osorio): Luis Enrique Martínez - Oswaldo Vizcarrondo, Alexis Héctor Henríquez, Luis Alberto Núñez, José Iván Vélez - Jaime Alberto Castrillón, Diego Arias, Jhon Valencia (68 Wilson Antonio Mena), Harrison Henao (58 Félix Andrés Micolta) - Dayro Mauricio Moreno, Fernando Uribe                        |
| 19 grudnia 2010 Once Caldas - Tolima Ibagué 3:1 (1:0) Sędzia: Wilmar Roldán Bramki: 1:0 Jaime Alberto Castrillón 45, 2:0 Fernando Uribe 53, 3:0 Wilson Antonio Mena 75, 3:1 Danny Aguilar 86g Corporación Deportiva Once Caldas (trener Juan Carlos Osorio): Luis Enrique Martínez - Oswaldo Vizcarrondo, Alexis Héctor Henríquez, Luis Alberto Núñez, José Iván Vélez - Jaime Alberto Castrillón, Jhon Valencia (71 Félix Andrés Micolta), Wilson Antonio Mena (Harrison Henao) - Dayro Mauricio Moreno, Fernando Uribe Corporación Club Deportes Tolima (trener Hernán Torres Oliveros): Anthony Domingo Silva - Yesid Martínez, Gerardo Vallejo, Jair Arrechea, Danny Aguilar - Christian Marrugo (69 Hugo Pablo Centurión), Gustavo Bolívar, Rodrigo Daniel Marangoni, Mike Campaz (56 Fernando Cardenas) - Jorge Perlaza, Wílder Medina |

Mistrzem Kolumbii turnieju Finalización w roku 2010 został klub Once Caldas, natomiast wicemistrzem Kolumbii - klub Tolima Ibagué.

## Reclasificación 2010
Klasyfikacja całego sezonu ligi kolumbijskiej - łączny dorobek klubów w turniejach Apertura i Finalización.
| Poz | Klub                   | Mecze | Zw | Rem | Por | Pkt | BrZd | BrStr |
| --- | ---------------------- | ----- | -- | --- | --- | --- | ---- | ----- |
| 1   | Tolima Ibagué          | 46    | 25 | 11  | 10  | 86  | 88   | 53    |
| 2   | Once Caldas            | 44    | 23 | 8   | 13  | 77  | 84   | 64    |
| 3   | Independiente Santa Fe | 42    | 22 | 9   | 11  | 75  | 59   | 42    |
| 4   | La Equidad Bogotá      | 46    | 19 | 12  | 15  | 69  | 66   | 67    |
| 5   | Atlético Nacional      | 42    | 20 | 7   | 15  | 67  | 62   | 57    |
| 6   | Atlético Huila         | 42    | 16 | 13  | 13  | 61  | 67   | 60    |
| 7   | Independiente Medellín | 38    | 15 | 15  | 8   | 60  | 55   | 47    |
| 8   | Cúcuta                 | 42    | 15 | 12  | 15  | 57  | 45   | 45    |
| 9   | Deportivo Cali         | 36    | 15 | 11  | 10  | 56  | 59   | 43    |
| 10  | Atlético Junior        | 40    | 13 | 15  | 12  | 54  | 63   | 54    |
| 11  | Quindío Armenia        | 42    | 15 | 6   | 21  | 51  | 41   | 54    |
| 12  | Boyacá Chicó Tunja     | 36    | 13 | 11  | 12  | 50  | 36   | 50    |
| 13  | Real Cartagena         | 36    | 11 | 10  | 15  | 43  | 41   | 55    |
| 14  | Millonarios FC         | 36    | 11 | 8   | 17  | 41  | 47   | 54    |
| 15  | América Cali           | 36    | 11 | 8   | 17  | 41  | 43   | 51    |
| 16  | Envigado               | 36    | 7  | 11  | 18  | 32  | 42   | 62    |
| 17  | Deportivo Tuluá        | 36    | 7  | 7   | 22  | 28  | 33   | 62    |
| 18  | Deportivo Pereira      | 36    | 4  | 15  | 17  | 27  | 35   | 50    |

## Spadek do II ligi
Bezpośrednio do II ligi spadł klub Deportivo Tuluá, natomiast klub Envigado musiał rozegrać mecze barażowe z wicemistrzem II ligi.
| Data            | Mecz                                                                                 |
| --------------- | ------------------------------------------------------------------------------------ |
| 11 grudnia 2010 | Deportivo Pasto - Envigado 0:1                                                       |
| 14 grudnia 2010 | Envigado - Deportivo Pasto 0:0 mecz przerwany w 45 minucie z powodu ulewnego deszczu |
| 15 grudnia 2010 | Envigado - Deportivo Pasto 2:0 dokończenie pozostałych 45 minut przerwanego meczu    |

Klub Envigado utrzymał się w I lidze.
Do I ligi awansował mistrz II ligi, klub Itagüí Ditaires.